# Zephyr (Texas)
Zephyr è una comunità non incorporata statunitense di 198 abitanti della contea di Brown in Texas.